# علية بيرغر
علية بيرغر (بالتركية: Aliye Berger) هي رسامة تركية، ولدت في 24 ديسمبر 1903 في إسطنبول في تركيا، وتوفيت في 9 أغسطس 1974 في بيوك اضه في تركيا.